# مناخ مداري ممطر

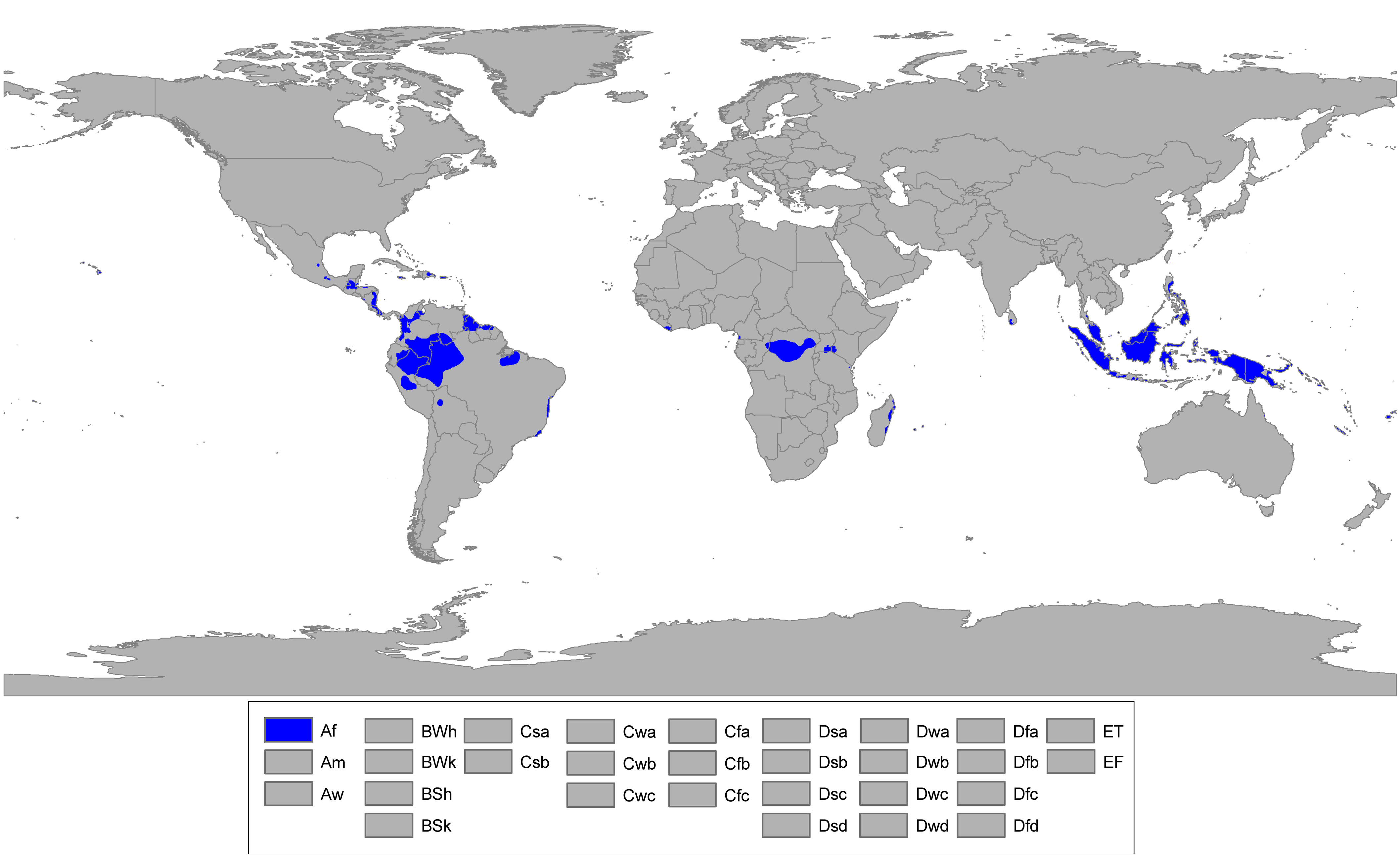
التوزيع العالمي للمناخ المداري الممطر (Af).

المناخ المداري الممطر المعروف أيضا بالمناخ الاستوائي هو مناخ مداري يتواجد غالبا (لكن ليس كليا) على طول خط الإستواء. الغابات الإستوائية شائعة في هذه المناطق، ويرمز المناخ المداري الممطر بـ Af حسب تصنيف كوبن للمناخ.

## الوصف
للغابات الإستوائية نوع من المناخ المداري حيث لا فصل جاف، كل الشهور لها معدل تساقطات أكثر من 60 مم لكل شهر. لا وجود للصيف أو الشتاء بالغابات المطيرة، الجو عادة حار ورطب طوال السنة مع تساقطات قوية وكثيفة ومتكررة. كل يوم يمكن أن يشبه الآخر في هذا المناخ، ويمكن أن يكون المدى الحراري اليوم بين النهار والليل متغايرا أكثر من ذلك الذي يحدث على مدار السنة.

## التوزيع

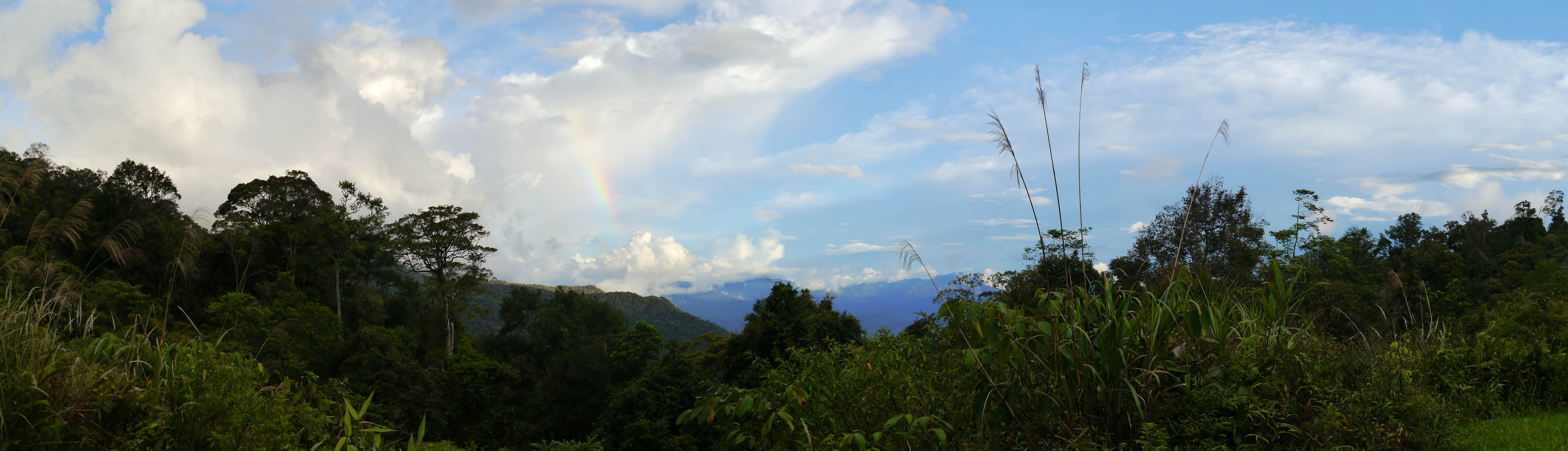
مرتفعات غابوية مطيرة في بورنيو، ماليزيا

يمكن إيجاد المناخ المداري الممطر في خطوط العرض الأقل من 10 درجات شمالا وجنوباً من خط الإستواء، حيث يتحكم في هذه المناطق نطاق التقارب بين المدارين . هذا المناخ موجود بشكل شائع في أمريكا الجنوبية، وسط أفريقيا، و جنوب شرق آسيا. توجد مناخات أصغرية مدارية ممطرة في مناطق أخرى (مثلاً أقصى شمال كوينزلاند)، بينما لا يوجد هذا المناخ في كل المنطقة الاستوائية.
بعض المناطق ذات الغابات المطيرة تكون رطبة طوال السنة (مثال: شمال غرب المحيط الهادئ في ساحل أمريكا الجنوبية و أمريكا الوسطى، من الإكوادور إلى كوستاريكا).
أيضا، بينما توجد المناخات المدارية الممطرة قرب خط الإستواء، يمكن إيجاد مناطق بهذا المناخ أبعد من خط الاستواء، مثلا مدينة سانتوس في البرازيل.

## مدن بهذا المناخ

### أفريقيا
- كريبي، الكاميرون
- كيسانغاني، جمهورية الكونغو الديموقراطية
- موروني، جزر القمر
- هاربر، ليبيريا
- كمبالا، أوغندا

### أمريكا الشمالية
- بونتا غوردا، بليز
- بلوفيلدز، نيكاراجوا
- شانغينولا، باناما
- هيلو، الولايات المتحدة الأمريكية
- كابا، الولايات المتحدة الأمريكية

### أمريكا الجنوبية
- بيليم، البرازيل
- ميديلين، كولومبيا
- جورج تاون، غويانا
- ايكيتوس، بيرو
- باراماريبو، سورينام

### آسيا
- بنداري سيري بيغاوان، بروناي
- آتشيه، إندونيسيا
- كوالالمبور، ماليزيا
- سنغافورة
- كولومبو، سريلانكا

### أوقيانوسيا
- سوفا، فيجي
- أبيا، ساموا
- هونيارا، جزر سليمان

## أمثلة عن هذا المناخ
| مخطط المناخ غرب ساموا | مخطط المناخ غرب ساموا | مخطط المناخ غرب ساموا | مخطط المناخ غرب ساموا | مخطط المناخ غرب ساموا | مخطط المناخ غرب ساموا | مخطط المناخ غرب ساموا | مخطط المناخ غرب ساموا | مخطط المناخ غرب ساموا | مخطط المناخ غرب ساموا | مخطط المناخ غرب ساموا | مخطط المناخ غرب ساموا |
| --- | --------------------- | --------------------- | --------------------- | --------------------- | --------------------- | --------------------- | --------------------- | --------------------- | --------------------- | --------------------- | --------------------- |
| 01 | 02                    | 03                    | 04                    | 05                    | 06                    | 07                    | 08                    | 09                    | 10                    | 11                    | 12                    |
| 450 30 23 | 380 29 24             | 350 30 23             | 250 30 23             | 260 29 23             | 120 29 23             | 80 29 23              | 80 28 23              | 130 28 23             | 170 29 23             | 260 30 23             | 370 29 23             |
| متوسط درجة-الحرارة °س مجاميع الهطل مم |                       |                       |                       |                       |                       |                       |                       |                       |                       |                       |                       |
| بالوحدات الإنكليزية \| 01 \| 02 \| 03 \| 04 \| 05 \| 06 \| 07 \| 08 \| 09 \| 10 \| 11 \| 12 \| \| 18 86 73 \| 15 84 75 \| 14 86 73 \| 9.8 86 73 \| 10 84 73 \| 4.7 84 73 \| 3.1 84 73 \| 3.1 82 73 \| 5.1 82 73 \| 6.7 84 73 \| 10 86 73 \| 15 84 73 \| \| متوسط درجة-الحرارة °ف مجاميع الهطول ″ \| \| \| \| \| \| \| \| \| \| \| \| |                       |                       |                       |                       |                       |                       |                       |                       |                       |                       |                       |
| 01 | 02                    | 03                    | 04                    | 05                    | 06                    | 07                    | 08                    | 09                    | 10                    | 11                    | 12                    |
| 18 86 73 | 15 84 75              | 14 86 73              | 9.8 86 73             | 10 84 73              | 4.7 84 73             | 3.1 84 73             | 3.1 82 73             | 5.1 82 73             | 6.7 84 73             | 10 86 73              | 15 84 73              |
| متوسط درجة-الحرارة °ف مجاميع الهطول ″ |                       |                       |                       |                       |                       |                       |                       |                       |                       |                       |                       |

| مخطط المناخ باراماريبو، سورينام | مخطط المناخ باراماريبو، سورينام | مخطط المناخ باراماريبو، سورينام | مخطط المناخ باراماريبو، سورينام | مخطط المناخ باراماريبو، سورينام | مخطط المناخ باراماريبو، سورينام | مخطط المناخ باراماريبو، سورينام | مخطط المناخ باراماريبو، سورينام | مخطط المناخ باراماريبو، سورينام | مخطط المناخ باراماريبو، سورينام | مخطط المناخ باراماريبو، سورينام | مخطط المناخ باراماريبو، سورينام |
| --- | ------------------------------- | ------------------------------- | ------------------------------- | ------------------------------- | ------------------------------- | ------------------------------- | ------------------------------- | ------------------------------- | ------------------------------- | ------------------------------- | ------------------------------- |
| 01 | 02                              | 03                              | 04                              | 05                              | 06                              | 07                              | 08                              | 09                              | 10                              | 11                              | 12                              |
| 200 30 22 | 140 30 22                       | 150 30 22                       | 210 31 22                       | 290 30 23                       | 290 31 22                       | 230 31 22                       | 170 32 23                       | 90 32 23                        | 90 33 23                        | 120 32 23                       | 180 30 22                       |
| متوسط درجة-الحرارة °س مجاميع الهطل مم |                                 |                                 |                                 |                                 |                                 |                                 |                                 |                                 |                                 |                                 |                                 |
| بالوحدات الإنكليزية \| 01 \| 02 \| 03 \| 04 \| 05 \| 06 \| 07 \| 08 \| 09 \| 10 \| 11 \| 12 \| \| 7.9 86 72 \| 5.5 86 72 \| 5.9 86 72 \| 8.3 88 72 \| 11 86 73 \| 11 88 72 \| 9.1 88 72 \| 6.7 90 73 \| 3.5 90 73 \| 3.5 91 73 \| 4.7 90 73 \| 7.1 86 72 \| \| متوسط درجة-الحرارة °ف مجاميع الهطول ″ \| \| \| \| \| \| \| \| \| \| \| \| |                                 |                                 |                                 |                                 |                                 |                                 |                                 |                                 |                                 |                                 |                                 |
| 01 | 02                              | 03                              | 04                              | 05                              | 06                              | 07                              | 08                              | 09                              | 10                              | 11                              | 12                              |
| 7.9 86 72 | 5.5 86 72                       | 5.9 86 72                       | 8.3 88 72                       | 11 86 73                        | 11 88 72                        | 9.1 88 72                       | 6.7 90 73                       | 3.5 90 73                       | 3.5 91 73                       | 4.7 90 73                       | 7.1 86 72                       |
| متوسط درجة-الحرارة °ف مجاميع الهطول ″ |                                 |                                 |                                 |                                 |                                 |                                 |                                 |                                 |                                 |                                 |                                 |

| مخطط المناخ مباندكا، جمهورية الكونغو الديمقراطية | مخطط المناخ مباندكا، جمهورية الكونغو الديمقراطية | مخطط المناخ مباندكا، جمهورية الكونغو الديمقراطية | مخطط المناخ مباندكا، جمهورية الكونغو الديمقراطية | مخطط المناخ مباندكا، جمهورية الكونغو الديمقراطية | مخطط المناخ مباندكا، جمهورية الكونغو الديمقراطية | مخطط المناخ مباندكا، جمهورية الكونغو الديمقراطية | مخطط المناخ مباندكا، جمهورية الكونغو الديمقراطية | مخطط المناخ مباندكا، جمهورية الكونغو الديمقراطية | مخطط المناخ مباندكا، جمهورية الكونغو الديمقراطية | مخطط المناخ مباندكا، جمهورية الكونغو الديمقراطية | مخطط المناخ مباندكا، جمهورية الكونغو الديمقراطية |
| --- | ------------------------------------------------ | ------------------------------------------------ | ------------------------------------------------ | ------------------------------------------------ | ------------------------------------------------ | ------------------------------------------------ | ------------------------------------------------ | ------------------------------------------------ | ------------------------------------------------ | ------------------------------------------------ | ------------------------------------------------ |
| 01 | 02                                               | 03                                               | 04                                               | 05                                               | 06                                               | 07                                               | 08                                               | 09                                               | 10                                               | 11                                               | 12                                               |
| 80 31 19 | 100 32 20                                        | 150 32 20                                        | 140 31 20                                        | 130 31 20                                        | 110 30 19                                        | 100 30 17                                        | 100 29 17                                        | 200 30 19                                        | 210 30 19                                        | 190 30 19                                        | 120 30 19                                        |
| متوسط درجة-الحرارة °س مجاميع الهطل مم |                                                  |                                                  |                                                  |                                                  |                                                  |                                                  |                                                  |                                                  |                                                  |                                                  |                                                  |
| بالوحدات الإنكليزية \| 01 \| 02 \| 03 \| 04 \| 05 \| 06 \| 07 \| 08 \| 09 \| 10 \| 11 \| 12 \| \| 3.1 88 66 \| 3.9 90 68 \| 5.9 90 68 \| 5.5 88 68 \| 5.1 88 68 \| 4.3 86 66 \| 3.9 86 63 \| 3.9 84 63 \| 7.9 86 66 \| 8.3 86 66 \| 7.5 86 66 \| 4.7 86 66 \| \| متوسط درجة-الحرارة °ف مجاميع الهطول ″ \| \| \| \| \| \| \| \| \| \| \| \| |                                                  |                                                  |                                                  |                                                  |                                                  |                                                  |                                                  |                                                  |                                                  |                                                  |                                                  |
| 01 | 02                                               | 03                                               | 04                                               | 05                                               | 06                                               | 07                                               | 08                                               | 09                                               | 10                                               | 11                                               | 12                                               |
| 3.1 88 66 | 3.9 90 68                                        | 5.9 90 68                                        | 5.5 88 68                                        | 5.1 88 68                                        | 4.3 86 66                                        | 3.9 86 63                                        | 3.9 84 63                                        | 7.9 86 66                                        | 8.3 86 66                                        | 7.5 86 66                                        | 4.7 86 66                                        |
| متوسط درجة-الحرارة °ف مجاميع الهطول ″ |                                                  |                                                  |                                                  |                                                  |                                                  |                                                  |                                                  |                                                  |                                                  |                                                  |                                                  |

| مخطط المناخ بياك، إندونيسيا | مخطط المناخ بياك، إندونيسيا | مخطط المناخ بياك، إندونيسيا | مخطط المناخ بياك، إندونيسيا | مخطط المناخ بياك، إندونيسيا | مخطط المناخ بياك، إندونيسيا | مخطط المناخ بياك، إندونيسيا | مخطط المناخ بياك، إندونيسيا | مخطط المناخ بياك، إندونيسيا | مخطط المناخ بياك، إندونيسيا | مخطط المناخ بياك، إندونيسيا | مخطط المناخ بياك، إندونيسيا |
| --- | --------------------------- | --------------------------- | --------------------------- | --------------------------- | --------------------------- | --------------------------- | --------------------------- | --------------------------- | --------------------------- | --------------------------- | --------------------------- |
| 01 | 02                          | 03                          | 04                          | 05                          | 06                          | 07                          | 08                          | 09                          | 10                          | 11                          | 12                          |
| 250 29 25 | 240 28 25                   | 250 29 25                   | 200 29 25                   | 250 29 25                   | 230 29 25                   | 250 28 25                   | 240 29 25                   | 220 29 25                   | 180 29 25                   | 190 30 25                   | 230 29 25                   |
| متوسط درجة-الحرارة °س مجاميع الهطل مم |                             |                             |                             |                             |                             |                             |                             |                             |                             |                             |                             |
| بالوحدات الإنكليزية \| 01 \| 02 \| 03 \| 04 \| 05 \| 06 \| 07 \| 08 \| 09 \| 10 \| 11 \| 12 \| \| 9.8 84 77 \| 9.4 82 77 \| 9.8 84 77 \| 7.9 84 77 \| 9.8 84 77 \| 9.1 84 77 \| 9.8 82 77 \| 9.4 84 77 \| 8.7 84 77 \| 7.1 84 77 \| 7.5 86 77 \| 9.1 84 77 \| \| متوسط درجة-الحرارة °ف مجاميع الهطول ″ \| \| \| \| \| \| \| \| \| \| \| \| |                             |                             |                             |                             |                             |                             |                             |                             |                             |                             |                             |
| 01 | 02                          | 03                          | 04                          | 05                          | 06                          | 07                          | 08                          | 09                          | 10                          | 11                          | 12                          |
| 9.8 84 77 | 9.4 82 77                   | 9.8 84 77                   | 7.9 84 77                   | 9.8 84 77                   | 9.1 84 77                   | 9.8 82 77                   | 9.4 84 77                   | 8.7 84 77                   | 7.1 84 77                   | 7.5 86 77                   | 9.1 84 77                   |
| متوسط درجة-الحرارة °ف مجاميع الهطول ″ |                             |                             |                             |                             |                             |                             |                             |                             |                             |                             |                             |

| مخطط المناخ كوشينغ، ماليزيا | مخطط المناخ كوشينغ، ماليزيا | مخطط المناخ كوشينغ، ماليزيا | مخطط المناخ كوشينغ، ماليزيا | مخطط المناخ كوشينغ، ماليزيا | مخطط المناخ كوشينغ، ماليزيا | مخطط المناخ كوشينغ، ماليزيا | مخطط المناخ كوشينغ، ماليزيا | مخطط المناخ كوشينغ، ماليزيا | مخطط المناخ كوشينغ، ماليزيا | مخطط المناخ كوشينغ، ماليزيا | مخطط المناخ كوشينغ، ماليزيا |
| --- | --------------------------- | --------------------------- | --------------------------- | --------------------------- | --------------------------- | --------------------------- | --------------------------- | --------------------------- | --------------------------- | --------------------------- | --------------------------- |
| 01 | 02                          | 03                          | 04                          | 05                          | 06                          | 07                          | 08                          | 09                          | 10                          | 11                          | 12                          |
| 466 30 23 | 445 29 23                   | 465 30 23                   | 251 32 23                   | 347 33 24                   | 310 32 23                   | 184 31 23                   | 326 32 23                   | 208 32 23                   | 307 32 23                   | 482 32 24                   | 516 30 23                   |
| متوسط درجة-الحرارة °س مجاميع الهطل مم |                             |                             |                             |                             |                             |                             |                             |                             |                             |                             |                             |
| بالوحدات الإنكليزية \| 01 \| 02 \| 03 \| 04 \| 05 \| 06 \| 07 \| 08 \| 09 \| 10 \| 11 \| 12 \| \| 18 87 73 \| 18 84 74 \| 18 87 73 \| 9.9 90 74 \| 14 91 74 \| 12 89 73 \| 7.2 88 74 \| 13 89 73 \| 8.2 90 74 \| 12 89 74 \| 19 89 74 \| 20 87 74 \| \| متوسط درجة-الحرارة °ف مجاميع الهطول ″ \| \| \| \| \| \| \| \| \| \| \| \| |                             |                             |                             |                             |                             |                             |                             |                             |                             |                             |                             |
| 01 | 02                          | 03                          | 04                          | 05                          | 06                          | 07                          | 08                          | 09                          | 10                          | 11                          | 12                          |
| 18 87 73 | 18 84 74                    | 18 87 73                    | 9.9 90 74                   | 14 91 74                    | 12 89 73                    | 7.2 88 74                   | 13 89 73                    | 8.2 90 74                   | 12 89 74                    | 19 89 74                    | 20 87 74                    |
| متوسط درجة-الحرارة °ف مجاميع الهطول ″ |                             |                             |                             |                             |                             |                             |                             |                             |                             |                             |                             |

| مخطط المناخ كيبدو، كولومبيا | مخطط المناخ كيبدو، كولومبيا | مخطط المناخ كيبدو، كولومبيا | مخطط المناخ كيبدو، كولومبيا | مخطط المناخ كيبدو، كولومبيا | مخطط المناخ كيبدو، كولومبيا | مخطط المناخ كيبدو، كولومبيا | مخطط المناخ كيبدو، كولومبيا | مخطط المناخ كيبدو، كولومبيا | مخطط المناخ كيبدو، كولومبيا | مخطط المناخ كيبدو، كولومبيا | مخطط المناخ كيبدو، كولومبيا |
| --- | --------------------------- | --------------------------- | --------------------------- | --------------------------- | --------------------------- | --------------------------- | --------------------------- | --------------------------- | --------------------------- | --------------------------- | --------------------------- |
| 01 | 02                          | 03                          | 04                          | 05                          | 06                          | 07                          | 08                          | 09                          | 10                          | 11                          | 12                          |
| 579 30 23 | 505 30 23                   | 526 30 23                   | 655 31 23                   | 776 31 23                   | 762 31 23                   | 803 31 23                   | 852 31 23                   | 702 31 23                   | 654 30 23                   | 728 30 23                   | 589 30 23                   |
| متوسط درجة-الحرارة °س مجاميع الهطل مم |                             |                             |                             |                             |                             |                             |                             |                             |                             |                             |                             |
| بالوحدات الإنكليزية \| 01 \| 02 \| 03 \| 04 \| 05 \| 06 \| 07 \| 08 \| 09 \| 10 \| 11 \| 12 \| \| 23 86 73 \| 20 86 74 \| 21 87 74 \| 26 87 74 \| 31 88 74 \| 30 88 73 \| 32 88 73 \| 34 88 73 \| 28 87 73 \| 26 87 73 \| 29 86 73 \| 23 85 73 \| \| متوسط درجة-الحرارة °ف مجاميع الهطول ″ \| \| \| \| \| \| \| \| \| \| \| \| |                             |                             |                             |                             |                             |                             |                             |                             |                             |                             |                             |
| 01 | 02                          | 03                          | 04                          | 05                          | 06                          | 07                          | 08                          | 09                          | 10                          | 11                          | 12                          |
| 23 86 73 | 20 86 74                    | 21 87 74                    | 26 87 74                    | 31 88 74                    | 30 88 73                    | 32 88 73                    | 34 88 73                    | 28 87 73                    | 26 87 73                    | 29 86 73                    | 23 85 73                    |
| متوسط درجة-الحرارة °ف مجاميع الهطول ″ |                             |                             |                             |                             |                             |                             |                             |                             |                             |                             |                             |